# Tapa con anilla

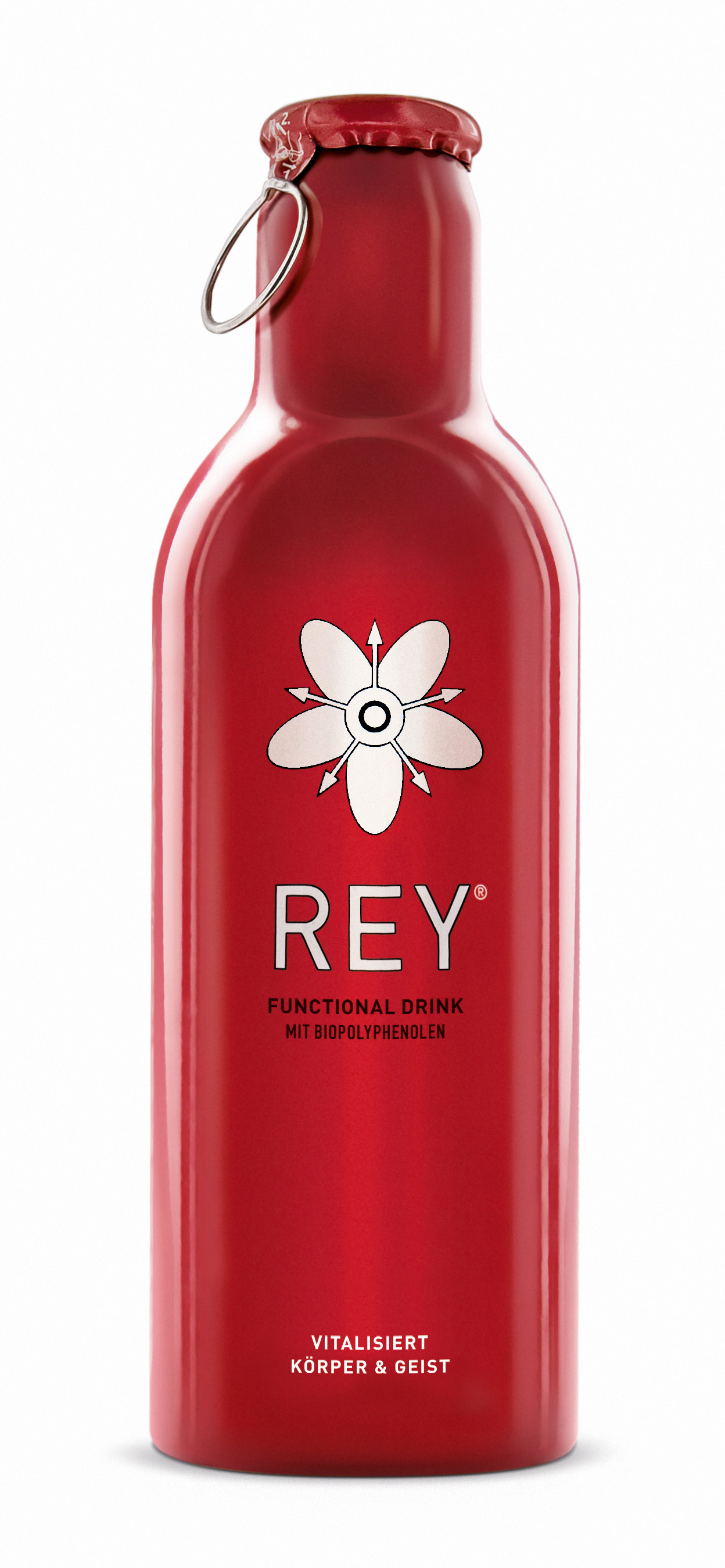
Cierre de tapa con anilla en bebida marca REY.

La tapa con anilla (también denominada por su designación comercial Ringcrown o RipCap) es un tipo de cierre de botella que puede ser abierto sin necesidad de ninguna herramienta o implemento. La misma posee una anilla que al ser tirada permite soltar la tapa de la botella. La tapa se rasga a lo largo de zonas débiles existentes en su estructura, por lo cual se afloja y puede ser quitada de la botella. Algunas empresas comercializadoras de bebidas utilizan tapas con anilla como parte de una estrategia de comercialización para diferenciar sus productos de sus competidores.

## Historia
ALKA, el predecesor de la moderna tapa con anilla, fue producida en la década de 1930. ALKA tenía un sello fabricado de corcho natural. La misma se hizo popular en los países nórdicos y mediterráneos como una tapa fácil de abrir. ALKA estaba construida en aluminio y tenía una solapa o dos solapas que se debían jalar para quitar la tapa. La tapa ALKA carecía de zona demarcada para el corte. La producción de la tapa ALKA se realizaba en la línea de embotellado.
En 1974 AB Wicanders Korkfabriker de Suecia patentó la MaxiCap. La MaxiCap fue producida a partir de 1979 en la fábrica de Wicanders en Hämeenlinna Finlandia, en la actualidad conocida como Finn-Korkki Oy. Una MaxiCap es un cierre de aluminio con una zona de corte marcada y una anilla para jalar. Eran más fáciles de usar que las ALKA y eran prefabricadas fuera de la planta de embotellamiento. Ello permitía una mayor velocidad de embotellado.
Al poco tiempo de salir al mercado la MaxiCap se comienza a comercializar la tapa RingCrown. La misma fue inventada a comienzos de la década de 1980 e inicialmente se denominaba MaxiCrown y posteriormente se renombró RingCrown. La tapa RingCrown es más fácil de usar que sus predecesoras porque posee adosada una anilla en vez de una lengüeta estática para jalar.
|  |  |